# Mesosa gardneri
Mesosa gardneri là một loài bọ cánh cứng trong họ Cerambycidae.